# 出水郵便局
出水郵便局（いずみゆうびんきょく）は、鹿児島県出水市にある郵便局。民営化前の分類では集配普通郵便局であった。

## 概要
住所：〒899-0299 鹿児島県出水市本町4-46
民営化直前の、集配業務再編において、多くの集配普通郵便局は統括センターとなったが、当局は配達センターとされたため、民営化後も郵便事業株式会社の支店は併設されず、集配センターが併設された。

## 沿革
- 1881年（明治14年） - 出水郵便局（五等）として開設[1]。
- 1888年（明治21年）9月16日 - 為替・貯金取扱を開始。
- 1895年（明治28年）3月26日 - 出水郵便電信局となる。
- 1903年（明治36年）4月1日 - 通信官署官制の施行に伴い出水郵便局となる。
- 1951年（昭和26年）12月1日 - 電気通信業務の取扱を、新設の出水電報電話局に移管[2]。
- 1952年（昭和27年）4月1日 - 特定郵便局から普通郵便局に局種別改定[3]。
- 1956年（昭和31年）10月11日 - 電話通話および和文電報受付事務の取扱を開始。
- 2007年（平成19年）2月11日 - 大川内郵便局（出水市上大川内）から「899-03xx」区域の集配業務を移管[4]。
- 2007年（平成19年）10月1日 - 民営化に伴い、併設された郵便事業川内支店出水集配センターへ一部業務を移管する。
- 2012年（平成24年）10月1日 - 日本郵便株式会社発足に伴い、郵便事業川内支店出水集配センターを出水郵便局に統合。
- 2017年（平成29年）10月23日 - 米ノ津郵便局（出水市米ノ津町）から「899-01xx」区域の集配業務を移管される。

## 取扱内容
- 郵便、印紙、ゆうパック、内容証明
- 貯金、為替、振替、振込、国際送金、国債、投資信託
- 生命保険、バイク自賠責保険、自動車保険
- ゆうちょ銀行ATM
- 「899-02xx」「899-01xx」「899-03xx」区域（出水市の一部）の集配業務

## 周辺
- 国道447号
- プラッセだいわ出水店
- 米ノ津川
- 出水警察署
- 出水市立図書館

## アクセス
- JR九州新幹線、肥薩おれんじ鉄道線 出水駅から徒歩約20分
- 出水ふれあいバス 郵便局前停留所下車
- 駐車場あり：14台